# Dreptul copilului de a fi informat despre persoanele semnificative din viața sa
Dreptul copilului de a fi informat despre persoanele semnificative din viața sa este garantat de legislația internațională  și românească . Este o componentă a dreptului mai larg pe care copilul îl are de a menține relații personale cu persoanele semnificative din viața sa (părinți, bunici, unchi, mătuși sau orice alte persoane față de care copilul a dezvoltat legături de atașament.

## Drepturile părinților și ale copiilor ca membri ai unei familii
- Dreptul de supraveghere
- Dreptul de găzduire a minorului
- Dreptul de vizită
- Drept de acces la minor
- Dreptul de corespondență între minor și persoanele semnificative din viața sa
- Autoritatea părintească
- Dreptul de acces la informațiile privitoare la minor
- Dreptul de decizie cu privire la bunăstarea copilului
- Dreptul bunicilor la legături personale
- Dreptul copilului de a fi informat despre persoanele semnificative din viața sa